# Гурштейн, Александр Аронович
Алекса́ндр Аро́нович Гурште́йн (англ. Alex A. Gurshtein; 21 февраля 1937, Москва, СССР — 3 апреля 2020, Гранд-Джанкшен (Колорадо), США) — советский и российский астроном, историк и популяризатор астрономии, литератор, доктор физико-математических наук (1981). Ведущий специалист в области астрометрического приборостроения, лунной астрометрии и археоастрономии. Исследователь проблем всемирной истории астрономии. Один из создателей лунной астрометрии. С 1995 года жил в США.

## Биография
Отец — Арон Шефтелевич Гурштейн (1895—1941), литературный критик и литературовед, член Союза советских писателей с его основания в 1934 году, профессор нескольких университетов, ушёл добровольцем на фронт и погиб в битве за Москву. Мать — Резникова Елена Васильевна (1907—1992), журналистка. В послевоенные годы по второму мужу сменила фамилию на Крестинскую.
Жена — Воробьева Ольга Владимировна (Дата рождения 5 марта 1950 г).
Дети: Ксения Александровна Гурштейн (в английском варианте Ksenya Aleksandrovna Gurshtein), родилась 3 марта 1982 г.
Михаил Александрович Гурштейн (в английском варианте Michael Aleksandrovich Gurshtein), родился 28 декабря 1984 г.
С 1952 года Александр Гурштейн начал посещать кружки Московского планетария, где много лет спустя — после окончания ВУЗа — читал в Большом зале публичные лекции. Был также лектором Всесоюзного общества «Знание».
В 1954 году окончил с серебряной медалью московскую школу № 103 и поступил на Геодезический факультет Московского института инженеров геодезии, аэрофотосъёмки и картографии (МИИГАиК; ныне Государственный университет геодезии и картографии) по специальности астрономо-геодезия. К этому времени относятся первые печатные работы. Окончил МИИГАиК с отличием в 1959 году и — с рекомендацией для поступления в аспирантуру через два года — начал работать в Государственном астрономическом институте им. П. К. Штернберга (ГАИШ МГУ). Вёл наблюдения на отечественном зенит-телескопе ЗТЛ-180 и одновременно занимался преподаванием.
В 1961 году поступил в очную аспирантуру по кафедре астрономии МИИГАиК с сохранением научной тематики, начатой в ГАИШ. Руководитель — Владимир Владимирович Подобед (1918—1992). В этот период регулярно руководил студенческими практиками по геодезии и астрономии. Окончил аспирантуру в декабре 1964 года с представлением диссертации на тему «Исследования некоторых источников систематических погрешностей наблюдений на зенит-телескопе». Диссертация на соискание учёной степени кандидата физико-математических наук по специальности астрономия и небесная механика успешно защищена в ГАИШ в феврале 1965 г.
В 1980 году в Главной (Пулковской) астрономической обсерватории Академии наук СССР успешно защитил диссертацию на соискание учёной степени доктора физико-математических наук. Тема работы «Астрометрические аспекты обеспечения полётов автоматических космических аппаратов к Луне».
В 1995 году эмигрировал в США, где и жил до самой смерти. Похоронен на кладбище Краун Поинт в городе Гранд-Джанкшен (Колорадо).

## Научная деятельность
По окончании аспирантуры работал старшим инженером в ведущем ракетно-космическом центре страны — на предприятии С. П. Королёва (ныне РКК «Энергия» в Подлипках (ныне город Королёв). Тесно общался лично с С. П. Королевым и продолжал сотрудничать с ГАИШ (отдел Ю. Н. Липского). Активно участвовал в проектной подготовке пилотируемой экспедиции на Луну. В 1966 году переведён на работу в только что организованный Институт космических исследований Академии наук СССР, где в разных должностях (старший научный сотрудник, заместитель заведующего отделом, руководитель лаборатории) работал до 1981 г. Значительная часть тематики была связана с полётами к Луне автоматических космических аппаратов, разработанных на предприятии Г. Н. Бабакина. Научным руководителем работ того периода в ИКИ АН СССР был вице-президент АН СССР А. П. Виноградов.
В связи с прекращением советских полётов к Луне и свертыванием лунной тематики в ИКИ АН СССР в 1981 г. Распоряжением Президиума АН СССР переведён на работу в Институт истории естествознания и техники имени С. И. Вавилова РАН АН СССР. Занимался историей астрономии и космических исследований. Был ведущим научным сотрудником, руководителем группы, заведующим аспирантурой и докторантурой, заместителем директора Института по научной работе, главным редактором ежегодника «Историко-астрономические исследования» (1986—1994 гг.), председателем Секции истории астрономии Советского национального объединения истории и философии естествознания и техники (СНОИФЕТ), заместителем главного редактора журнала «Природа (журнал)».
Тематика исследований последних лет — происхождение созвездий и Зодиака.
Помимо научной работы много занимался преподаванием, просветительской и общественной деятельностью. Переводил на русский язык и редактировал тексты научных книг по астрономии. Был депутатом Ленинского районного совета Москвы. Избирался Президентом Комиссии по истории астрономии Международного астрономического союза. В этом качестве инициировал проведение в 2009 году международного года астрономии.
В 1995 году принял предложение преподавать в должности приглашённого профессора в университете Колорадо Меса, штат Колорадо, США. С тех пор жил и работал в городе Гранд-Джанкшен (Колорадо). В 2010 году по состоянию здоровья вышел в отставку

## Публикации
Общее количество публикаций, включая рецензии, свыше 500.

### Книги
- Гурштейн А. А. «Человек измеряет Землю».. — М.: «Госгеолтехиздат», 1963.
- Гурштейн А. А. «Извечные тайны неба».. — М.: «Просвещение», 1973. Книга для молодёжи, в последующие годы была значительно дополнена и вышла ещё двумя изданиями (последний раз в издательстве «Наука») в 1984 и 1991 гг. Общий тираж 400 000 экз. Была переведена на испанский язык
- Гурштейн А. А. «Люди и звёзды». — М.: «Малыш», 1987. — 20 с. Раскладная книга с объёмными иллюстрациями А. Беслика.
- Гурштейн А. А. «Московский астроном на заре космического века. Автобиографические заметки А. А. Гурштейна». — М.: НМИЦ ССХ им. А. Н. Бакулева, 2012. — 686 с. — ISBN 978-5798202935.
- Gurshtein, A. A. The Puzzle of the Western Zodiac: Its Wisdom and Evolutionary Leaps. A Painful Ascent to the Truth (англ.). — AuthorHouse, 2017. — ISBN 978-1-5462-1901-9.
- Гурштейн А. А. «Звезды Парижа. Роман-хроника из жизни астрономов времен Людовика XIV». — М.: Издательские решения, 2018. — 452 с. — ISBN 978-5-907006-23-2.

### Статьи
- Гурштейн А. А. «Космический век: исследование Луны» // «Природа». 1966, № 6.
- Гурштейн А. А. «Поверхностный слой Луны» // «Природа». 1967, № 6.
- Гурштейн А. А. «Обсерватория каменного века» // «Природа». 1968, № 10.
- Гурштейн А. А. «„Луноход-2“ у лунного материка» // «Природа». 1973, № 10.
- Гурштейн А. А. «Астрономические мотивы в стихах М. А. Волошина» // «Природа». 1976, № 5.
- Гурштейн А. А. «Наука и протонаука» // «Природа». М.: издательство «Наука», 1985.
- Гурштейн А. А. «Реконструкция происхождения зодиакальных созвездий» // «На рубежах познания Вселенной» (Историко-астрономические исследования, вып. 23). М.: издательство «Наука», 1992. С. 19-62.
- Гурштейн А. А. «Небо поделено на созвездия в каменном веке» // Природа». 1994. № 9. С. 60—71.[3]
- Гурштейн А. А. «Археоастрономическое досье: когда родился Зодиак? // «Земля и Вселенная». 2011. № 5. С. 48—61.[4]
- Gurshtein, A.A. 1996a: The Great Pyramids of Egypt as Sanctuaries Commemorating the Origin of the Zodiac: An Analysis of Astronomical Evidence, Physics-Doklady, 41, 5: 228—232. Это английский перевод статьи из журнала «Доклады Академии».
- H.J.Smith, A.A.Gurshtein, W.Mendell. International Manned Lunar Base: Beginning the 21st century in Space, Science & Global Security, vol. 2, pp. 209–233, 1991
- Gurshtein, A.A. Did the Pre-Indo-Europeans Influence the Formation of the Western Zodiac?Journal of Indo-European Studies. Volume 33, Number 1 & 2, Spring/Summer 2005.

## Ученики
Под руководством А. А. Гурштейна защитили кандидатские диссертации на учёную степень кандидата физико-математических наук:
- Шевченко Михаил Юрьевич (Москва);
- Шингарева, Кира Борисовна (Москва, в дальнейшем доктор физ.-мат. наук, профессор);
- Иванов Константин Владимирович (г. Тула, в дальнейшем доктор исторических наук);
- Пономарев Сергей Михайлович (Нижний Новгород);
- Конопихин Анатолий Андреевич (Москва);
- Адуло Ирина Мечиславовна (Москва);
- Попова Алевтина Петровна (Челябинск);
- Лукьянец, Елена Григорьевна (Ишим);
- Барсегян Алексан Жораевич (Ереван);
- Санович Анатолий Нисанянович (Москва) и несколько других

## Награды
За успешную посадку космического аппарата «Луна-16» в 1970 году награждён медалью «За трудовую доблесть».